# Щербак, Мария Кузьминична
Мария Кузьминична Щербак (22 октября 1925 года — 10 сентября 1996 года) — пулемётчица, командир взвода автоматчиков, заведующая фельдшерско-акушерским пунктом.

## Биография
Мария Щербак родилась 22 октября 1925 года в селе Хухра Сумской области Украинской ССР в семье лесника. В 1939 году вместе с семьёй была в Польше, а затем семья переехала в Куликовский лесхоз Молотовского района (ныне Усманский район) Воронежской области. В 1941 году работала в госпитале, ухаживала за ранеными. В начале войны на фронте погибло два старших брата Марии. В июне 1942 года, приписав себе два года, ушла в армию, была направлена в запасной полк для получения специальности. Окончила курсы пулемётчика.
Рядовой Мария Щербак была направлена в 664-й стрелковый полк 148-й стрелковой дивизии 13-й армии, но опасаясь что к ней будут относиться предвзято, подстриглась под «канадку» и выдала себя за убитого старшего брата Володю. В течение нескольких месяцев никто не знал правды о ней. В одном из боёв она была ранена и потеряла сознание, чтобы освободить дыхание санитар разорвал гимнастёрку, так выяснилась правда. После госпиталя она вернулась в полк, но прозвище «Володька» осталось за ней. С декабря 1942 по июль 1943 была командиром пулемётного отделения 654-го стрелкового полка 148-й стрелковой дивизии. В апреле 1943 года она отразила атаку немцев, уничтожив около 40 бойцов врага. За этот подвиг Мария Щербак была награждена орденом Отечественной Войны I степени.
Во время Курской битвы в одном из боев, когда бойцы залегли под шквалом огня немецких автоматчиков, Мария Щербак своим личным примером, с гранатой в руке, подняла бойцов и повела их в атаку. Враг вынужден был прекратить наступление. В этом бою она прикрыла собой своего командира от разрыва мины, а сама была тяжело ранена. За этот подвиг она была награждена орденом Красного Знамени.
С ноября 1943 по февраль 1944 года была командиром пулемётной роты, а затем командир взвода автоматчиков в звании старшего лейтенанта.
В сентябре 1945 году демобилизовалась из армии и вернулась в Воронежскую область. Окончила Усманскую медицинскую школу в городе Усмань (ныне Липецкая область России) и была направлена на работу фельдшером в лесхоз при селе Добром Воронежской области (ныне Липецкая область). В течение 30 лет она трудилась заведующей фельдшерско-акушерским пунктом на лесном кордоне, где её знали и уважали все. 10 сентября 1996 года Мария Щербак скончалась.

## Награды
- Орден Отечественной войны I степени
- Орден Отечественной войны II степени
- Медаль «За отвагу»
- Орден Красного Знамени
- Орден Красной Звезды
- Медаль «За победу над Германией в Великой Отечественной войне 1941—1945 гг»

## Примечание
1. ↑  Победа в сердце каждого! Школа № 14 г. Липецк. Дата обращения: 24 февраля 2020. Архивировано 24 февраля 2020 года.
2. 1 2  Маленькие герои большой войны (3 книга). — Москва: «Паблис», 2016. Архивировано 14 апреля 2021 года.
3. ↑  ВОЙНА И МИР МАРИИ ЩЕРБАК — Знамя Октября. Дата обращения: 24 февраля 2020. Архивировано 13 сентября 2017 года.